# MTV Ponarth
MTV Ponarth (celým názvem: Männer-Turnverein Ponarth) byl německý sportovní klub, který sídlil ve východopruské metropoli Königsberg, ve čtvrti Ponarth (dnešní Dimitrovo v Kaliningradu v Kaliningradské oblasti). Zanikl v roce 1945 po sovětsko-polské anexi Pruska.
Své domácí zápasy odehrával na stadionu Palve-Platz.

## Umístění v jednotlivých sezonách
Stručný přehled
Zdroj: 
- 1942–1944: Gauliga Ostpreußen

Jednotlivé ročníky
Zdroj: 
Legenda: Z - zápasy, V - výhry, R - remízy, P - porážky, VG - vstřelené góly, OG - obdržené góly, +/- - rozdíl skóre, B - body, červené podbarvení - sestup, zelené podbarvení - postup, fialové podbarvení - reorganizace, změna skupiny či soutěže
| Velkoněmecká říše (1942 – 1944) |                    |        |    |   |   |   |    |    |     |    |        |
| Sezóny                          | Liga               | Úroveň | Z  | V | R | P | VG | OG | +/- | B  | Pozice |
| 1942/43                         | Gauliga Ostpreußen | 1      | 12 | 4 | 1 | 7 | 29 | 45 | -16 | 9  | 6.     |
| 1943/44                         | Gauliga Ostpreußen | 1      | 12 | 6 | 1 | 5 | 43 | 48 | -5  | 13 | 4.     |